# Bojan Subotić
Bojan Subotić (in serbo Бојан Суботић?; Teodo, 17 dicembre 1990) è un cestista serbo.

## Carriera
Con la Serbia ha disputato i Giochi del Mediterraneo di Pescara 2009.

## Palmarès
- Campionato montenegrino: 4

Budućnost: 2013-14, 2014-15, 2015-16, 2016-17
- Campionato estone: 1

Kalev/Cramo: 2017-18
- Coppa di Serbia: 1

Stella Rossa Belgrado: 2013
- Coppa del Montenegro: 4

Budućnost: 2014, 2015, 2016, 2017